# سيد موفات
سيد موفات (بالإنجليزية: Sid Moffat)‏ (16 سبتمبر 1910 في المملكة المتحدة - 20 سبتمبر 1981 في المملكة المتحدة) هو لاعب كرة قدم بريطاني (وحمل سابقاً جنسية المملكة المتحدة لبريطانيا العظمى وأيرلندا) في مركز الهجوم. لعب مع برمنغهام سيتي ونادي ميلوول وCongleton Town F.C. ‏.